# Alpine A442

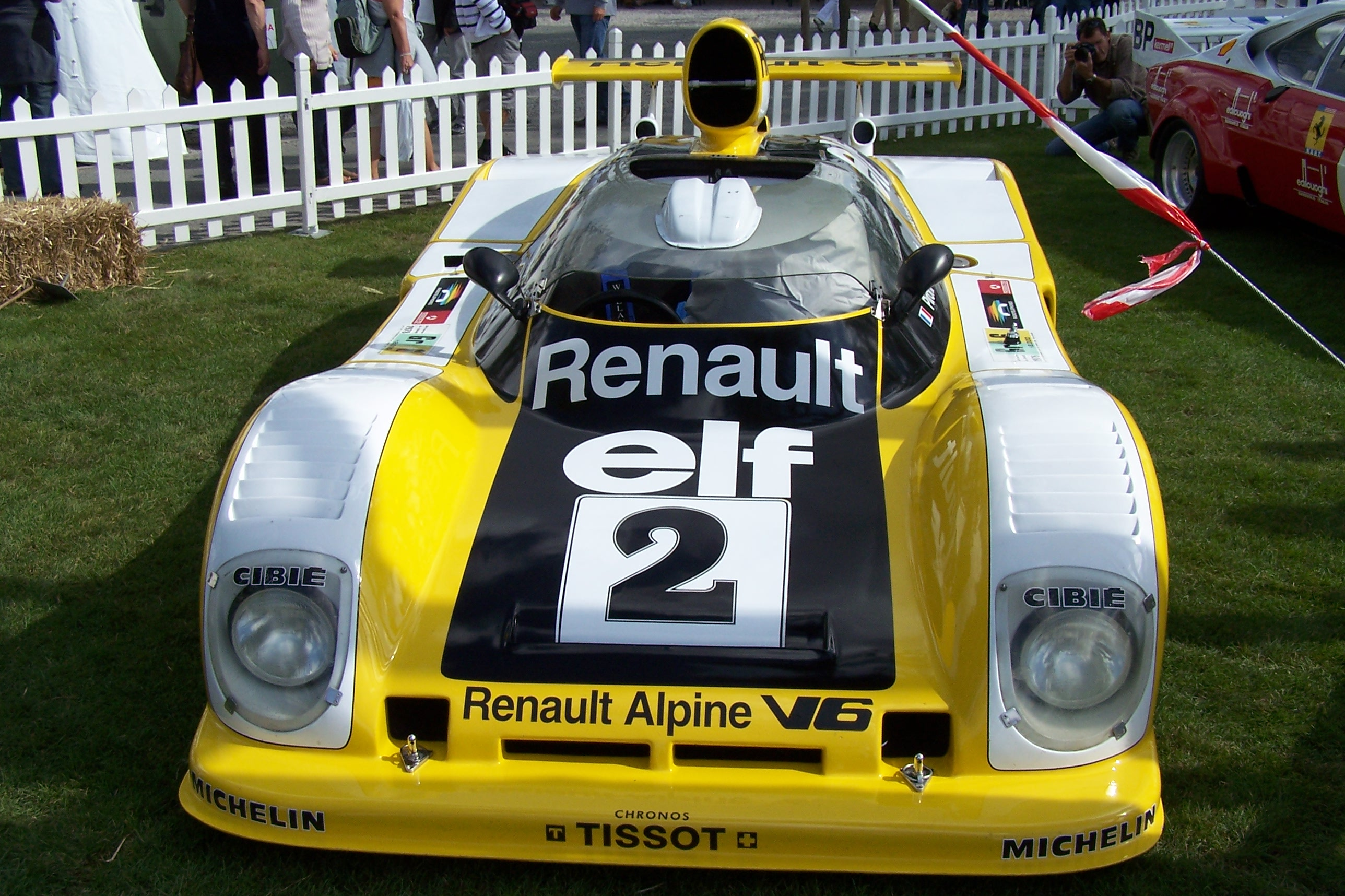
Alpine A442B

Der Alpine A442 war ein Sportwagen-Prototyp, der von 1975 bis 1978 bei Sportwagenrennen zum Einsatz kam.

## Entwicklungsgeschichte und Technik
Als der Alpine A442 1975 sein Renndebüt gab, war die Aktienmehrheit von Alpine bereits an Renault übergegangen. Der A442 wird daher in verschiedenen Fachpublikationen als Renault-Alpine A442 bezeichnet. Auch in der Startliste des 24-Stunden-Rennens von Le Mans 1978 steht der Rennwagen als Renault-Alpine A442.
Der A442 folgte in chronologischer Reihenfolge den Vorgängermodellen A440 und A441, mit denen Alpine in den 1970er-Jahren das Prototypen-Programm wieder aufnahm. Ziel des Programms war der Sieg beim Langstreckenrennen in Le Mans, der 1978 mit dem A442 auch erreicht werden konnte. Mit dem A443, der 1978 ebenfalls in Le Mans eingesetzt wurde, endete das Programm Ende desselben Jahres zugunsten des Formel-1-Einstiegs.
Bei den Sportwagen waren drei Liter Hubraum für Saugmotoren erlaubt, aufgeladene Motoren wurden mit einem Turbofaktor von 1,4 bewertet (in der Formel 1 galt Faktor 2). Basis der Konzepts war der 2-Liter-Turbo-V6-Motor, der, ausgestattet mit zwei Garrett-Turboladern, in seiner Urform 490 PS leistete. In seiner letzten Evolutionsstufe im A443 konnten die Piloten auf 520 PS zurückgreifen.
Wie alle Alpine-Prototypen hatte der A442 ein schmales Fahrgestell, das von einem längeren GFK-Chassis verkleidet wurde. Der A442 war als Zweisitzer gebaut und bekam nach ausgiebigen Windkanal-Tests 1978 eine oben offene Glaskanzel aus Acryl. Obwohl die Piloten die enorme Hitze im Cockpit beklagten, fuhren sie 1978 in Le Mans mit dieser Konstruktion. Um 1978 endlich in Le Mans zu gewinnen, wurden ausgiebige Testfahrten durchgeführt; vor allem an der Höchstgeschwindigkeit – die Rennstrecke von Le Mans hat lange Geraden – wurde gearbeitet. In der Qualifikationsabstimmung erreichte der A442 am Ende der Mulsanne-Geraden eine Geschwindigkeit von 365 km/h, der A443 war noch um 15 km/h schneller.

## Renngeschichte
Sein Renndebüt gab der A442 beim 1000-km-Rennen von Monza 1975, mit Jean-Pierre Jabouille und Gérard Larrousse am Steuer, die gleich einen dritten Rang einfuhren. Es war einer der wenigen Erfolge bis zum 24-Stunden-Rennen 1978. Drei schwierige Jahre folgten, vor allem mit Ventilschäden an den Turbomotoren hatte Alpine beständig zu kämpfen.
Nach den Niederlagen in Le Mans 1976 und 1977 gegen Porsche 936 wurden 1978 vier A442 an den Start gebracht. Außer den beiden Werkswagen – einem A442 und dem Glasdach-A442B – wurde ein A442 von der Ecurie Calberson eingesetzt. Dazu kam der A443, der von Beginn an das Tempo machte und 18 Stunden lang in Führung lag, ehe er mit einem Motorschaden abgestellt werden musste. Da war der Werks-A442 mit Derek Bell und Jean-Pierre Jarier am Steuer mit einem Schaden an der Elektrik längst aus dem Rennen. Der A442B, gefahren von Jean-Pierre Jaussaud und Didier Pironi, lief jedoch problemlos und siegte nach 24 Stunden vor zwei Werks-Porsche 936, die Getriebe-Probleme hatten. Der Calberson-A442 kam als Vierter ins Ziel, vor einigen Porsche 935.